# Gat van Boötes

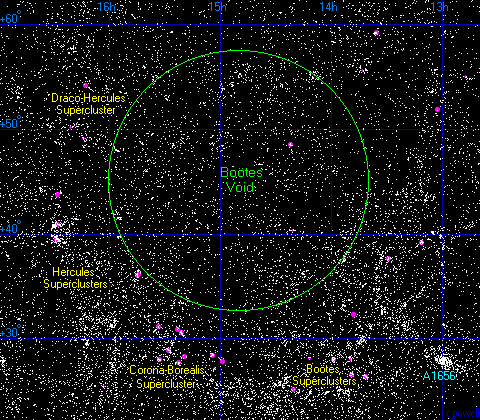
Een schematische weergave van de locatie van het Gat van Boötes. Alle zichtbare sterrenstelsels bevinden zich op de voorgrond en niet in het Gat van Boötes.

Het Gat van Boötes is een extreem uitgestrekt gebied in het heelal waarin nauwelijks sterrenstelsels voorkomen en de titelhouder wanneer het gaat om de grootst ontdekte superholte. Het heeft een redelijk ronde vorm en een diameter van circa 330 miljoen lichtjaar. Vermoedelijk ligt het op een afstand van 575 miljoen lichtjaar van de Aarde. Het Gat van Boötes dankt zijn naam aan het sterrenbeeld Boötes (Nederlands: Ossenhoeder), het sterrenbeeld waarin het gat is gelegen. Het centrum van het gat ligt ongeveer bij rechte klimming 14u 50m en declinatie 46°.

## Ontdekking
Het Gat van Boötes werd in 1981 ontdekt door Robert Kirshner, een Amerikaanse hoogleraar astronomie aan de Harvard University. Vermoedelijk is het in de loop van miljarden jaren ontstaan doordat kleinere superholtes samenklonterden. Dit is vergelijkbaar met wat er gebeurt in een zeepbel, waarin kleine bellen zich in (korte) tijd samenklonteren tot grotere.
Na de ontdekking werd het Gat van Boötes bestudeerd door een aantal andere astronomen. Zij ontdekten dat het gat niet helemaal vrij van sterrenstelsels is. In 1987 werd bekend dat zich in de kern minimaal acht sterrenstelsels moesten bevinden. Twee jaar later werd bewezen dat het Gat van Boötes minimaal 26 sterrenstelsels moest bevatten. Sindsdien zijn er circa 60 sterrenstelsels ontdekt, die zich allemaal op een lijn in het centrum van het Gat van Boötes bevinden.

## Afmeting
Het Gat van Boötes heeft een diameter van circa 330 miljoen lichtjaar. Dat is meer dan drieduizend keer zo groot als de Melkweg. Sterrenstelsels zijn nagenoeg onvindbaar in vergelijking met de omliggende ruimte buiten het gat. Naar schatting is een reis van tientallen miljoenen jaren op lichtsnelheid nodig om minstens één sterrenstelsel aan te treffen.

## Lege en volle ruimte naast elkaar
Vlak naast het Gat van Boötes ligt onder meer het Hercules Supercluster. Hiermee wordt bewezen dat het heelal zich continu uitbreidt, waarbij onwillekeurig het ene stuk ruimte anders wordt beïnvloed dan het andere. Sterren en sterrenstelsels klonteren in de loop van miljarden jaren samen en vormen een geheel, zoals het Hercules Supercluster, en ‘trekken’ andere gebieden leeg, waardoor enorme superholtes ontstaan zoals het Gat van Boötes.